# Ладожское озеро (картина Куинджи)
«Ладожское озеро» — картина русского художника Архипа Куинджи (1841/1842—1910), написанная в 1873 году (по другим данным, в 1870 или 1871 году). Картина является частью собрания Государственного Русского музея (инв. ЖБ-843). Размер картины — 79,5 × 62,5 см. 

## История и описание
Картина «Ладожское озеро» вошла в трилогию художника о северной природе, к которой также относятся картины «На острове Валааме» (1873) и «Север» (1879).
Картина «Ладожское озеро» была написана во время одной из поездок Куинджи на остров Валаам, находящийся на Ладожском озере. Куинджи привлекала суровая живописность северной природы — скалистые берега, лесные чащи и прозрачная озёрная вода. На картине изображён песчано-каменистый берег озера, прибрежные камни постепенно уходят под прозрачную воду и живописно просвечивают сквозь неё. На озере видна лодка с рыбаками, а вдали белеет парус другой лодки. Линия горизонта находится довольно низко, примерно две трети картины занимает небо с облаками.
С этой картиной также связана следующая история. В 1883 году Куинджи обвинил в плагиате художника-мариниста Руфина Судковского (1850—1885), который был его соседом по квартире в то время, когда создавалось «Ладожское озеро». Куинджи заявил, что картина Судковского «Мёртвый штиль» скопирована с его картины «Ладожское озеро». Заявление Куинджи было поддержано некоторыми художниками (Иваном Крамским, Василием Максимовым, Ефимом Волковым и Ильёй Репиным), которые написали письмо в газету «Новое время», утверждая, что картина Судковского «прямо заимствована» у Куинджи. С другой стороны, были и те, кто вступились за Судковского.